# Alejandro Tabilo
Alejandro Tabilo Álvarez (n. 2 iunie 1997, Toronto, Ontario, Canada) este un jucător profesionist de tenis chilian. Cea mai bună clasare a sa la simplu este locul 24 mondial, în mai 20242. A câștigat primul său titlu pe circuitul ATP la Auckland Open 2024.